# A Matter of Time
A Matter of Time è un singolo della cantante belga Sennek, pubblicato il 5 marzo 2018 su etichetta discografica VRT Muziek.
Scritto da Groeseneken stessa con Alex Callier e Maxime Tribèche, il 28 settembre 2018 Sennek è stata selezionata internamente dall'ente radiotelevisivo fiammingo VRT come rappresentante belga per l'Eurovision Song Contest. Il brano è stato presentato e pubblicato il 5 marzo 2018 e rappresenterà il Belgio all'Eurovision Song Contest 2018, a Lisbona, in Portogallo.
Il brano gareggerà nella prima semifinale dell'8 maggio 2018, competendo con altri 18 artisti per uno dei dieci posti nella finale del 12 maggio.
Il brano è in tonalità di C minore e ha un tempo intorno agli 88 bpm.

## Tracce
Download digitale
1. A Matter of Time – 3:00

## Classifiche
| Classifica (2018) | Posizione massima |
| ----------------- | ----------------- |
| Belgio (Fiandre)  | 9                 |
| Belgio (Vallonia) | 16                |